# Битка при Валми
Битката при Валми (на френски: Bataille de Valmy) се състои на 20 септември 1792 г. край едноименното село в Североизточна Франция. Тя е част от Войната на Първата коалиция по време на Революционните войни. Силите на френските Северна и Централна армии (под командването съответно на Дюмурие и Келерман) спират напредването на прусаците на Карл Вилхелм Фердинанд към Париж.

## Предистория
След обявяването на война от Франция на Австрия (на 20 април 1792 г.) и последвалите сблъсъци, в които французите не се отличават особено, антиреволюционните сили напредват в територията им. Обединените войски на нашествениците се състоят от австрийци (29 000), прусаци (42 000), хесенци и френски емигранти (5 – 6 000), под командването на Брауншвайгския херцог. Французите разполагат общо с 82 000 войници, включително гарнизоните. Те се командват от генерали лоялни на крал Луи XVI, които умишлено не оказват голяма съпротива. Мнозина други офицери (около 50%) напускат армията. Общият хаос в страната през тази година кара съюзниците да вярват в лесна победа.
На 11 юли обаче Законодателното събрание издава декрет, с който обявява, че родината е в опасност. Призовава мъжете на Франция да се запишат в армията като доброволци и постига огромен ефект. Батальоните, създадени по този начин, сами си избират офицери и са по-добре платени, а готовността им за борба е на високо ниво. Брауншвайгският херцог прави сериозна грешка, като отправя към парижани предупреждение да не посягат на краля, за да не разруши града им. Възмущението, което обхваща размирните революционери, осигурява още хора за формиращата се армия.
На 10 август разярена тълпа нахлува в двореца Тюйлери и принуждава краля да търси закрила от събранието. В резултат от това въстание съдбата на монархията е решена. Сега основна задача става спирането на чуждото нашествие.

## Съотношение на силите
Французите, начело с Франсоа Келерман и Шарл Франсоа Дюмурие, наброяват 52 000 души и имат 40 оръдия. Срещу тях застават 34 000 прусаци с 36 оръдия. Предимството на френската армия се компенсира от факта, че тя се състои от новобранци, докато пруските войници са опитни ветерани, спечелили вече редица победи.
Дюмурие води два батальона доброволци, които само от месец са с оръжие в ръка. Макар да оценява трезво критичната ситуация, той смело ги повежда напред и съединява се с един батальон от редовната войска (командван от Келерман) в околностите на Вердюн. Брауншвайг заема позиции при Валми. С него е самият пруски крал Фридрих-Вилхелм ІІ.

## Ход на сражението
На 19 септември 1792 г. прусаците тръгват срещу дясното френско крило и предизвикват известно объркване и отстъпление. До същинско сражение обаче в този ден не се стига.
Сутринта на 20 септември е мъглива, вали дъжд. Французите са в полукръгла позиция, с връх обърнат към противника. Когато пруското настъпление е подновено, те отстъпват около миля назад. Така главната им батарея остава в челото на фронта и около обяд открива огън. Прусаците отвръщат със същото. Започва известният в историята „дуел на артилерията при Валми“ или „канонадата при Валми“. Брауншвайг насочва огъня си към позицията на Келерман в центъра, близо до вятърната мелница на Валми. Неговата надежда така да предизвика паника сред неопитните си противници не се осъществява. Френските батальони „стоически остават в калта“. Час след това прусаците започват настъпление, но редиците им са опустошени от неочаквано точния френски обстрел. В този решителен миг се случва нещо, което едва не решава битката.
Случаен изстрел попада сред фургоните с боеприпаси на френските сили. Огромна експлозия разтърсва околността, над сто войници загиват на място. Останалите се втърват в паническо бягство, но Келерман успява да ги върне в строя. Дюмурие веднага изпраща хора и оръжие да запуши пробива. Учудващо, Брауншвайг не се възползва от паниката – вероятно не оценява мащабите на кризата. Вместо това, използвайки за оправдание усилилия се дъжд, той изтегля силите си.

## Значение
Жертвите са минимални – около 300 французи и 184 прусаци. Това в никакъв случай не е решителна битка. Истината е обаче, че за първи път революционната армия удържа позиция против външните нашественици и символично спасява Франция и революцията. Още щом в Париж се чува за събитието, пропагандаторите на провителството веднага го обявяват за грандиозна победа. Едва ли е случайно също, че на следващия ден се взема решение за премахването на монархията, а на 22 септември Франция е обявена за република.
В перспективата на следващите години битката при Валми е повратна точка. От нея започват успехите на революционна Франция, които (въпреки че има и спадове), скоро довеждат до големи военни и политически успехи. Страната завладява Австрийска Нидерландия и левия бряг на Рейн, Савоя и Ница и изнася революцията в Холандия, Швейцария и Италия. Младият поет Йохан Волфганг Гьоте, който наблюдава сражението, е от първите, които си дават сметка какво се случва пред очите им. „На това място и в този ден започва нова епоха в световната история“ – пише той.